# Canarium odontophyllum
Canarium odontophyllum là một loài thực vật có hoa trong họ Burseraceae. Loài này được Miq. mô tả khoa học đầu tiên năm 1859.